# Gossip
Gossip (tidligere The Gossip) er et tre-mands amerikansk indie rock band.

## Historie
Gossip blev dannet i 1999 i Searcy, Arkansas med Beth Ditto som vokal, Brace Prain som guitarist og Kathy Mendonca på trommer. De var delvist inspireret af riot grrrl bands og feminisme, selvom bandet ikke selv identificerer sig som et riot grrrl band. Bandet flyttede til Olympia, Washington i 1999 og underskrev kontrakt med det selvstændige pladeselskab, K Records. K Records udgav Gossip's første udspil, deres debut EP, The Gossip i 1999.
Siden EP'ens udgivelse, har Ditto skabt debat ved at være åben omkring sin vægt og seksualitet, og ikke at holde tilbage, når det kommer til at tale om andre kunstnere.
Deres næste udgivelse var deres første album, That's Not What I Heard, som blev udgivet af pladeselskabet Kill Rock Stars, den 23. januar 2001. Indimellem denne og udgivelsen af deres andet album, udgav de EP'en Arkansas Heat den 7. maj 2002. Movement, gruppens andet studiealbum, fulgte et år efter og blev udgivet den 6. maj 2003. I November 2003, to måneder efter udgivelsen af deres første live album, Undead in NYC den 9. september, forlod trommeslager Kathy Mendonca bandet, for at forfølge en karriere som jordemoder. Hannah Billie tilsluttede sig gruppen som erstatning.
Den første udgivelse hvor den nye trommeslager Hannah Billie medvirkede, var EP'en Real Damage i samarbejde med electropop solo kunstneren Tracy + the Plastics, som blev udgivet den 25. januar 2005. Bandets næste album Standing in the Way of Control fulgte et år efter. Det blev udgivet den 24. januar 2006 på Kill Rock Stars og senere hen i 2005 på det britiske indie pladeselskab Back Yard Recordings.
Bandet er nu bosat i Portland, Oregon. De har varmet op for bands som Sleater-Kinney, Le Tigre og Mates of State. Yderligere varmede Gossip op for Scissor Sisters på tre datoer af deres turné i november 2006, men i NME magazine siger sangerinden Ditto, at hun ikke brød sig om at optræde for et publikum der ikke 'kunne deres Ramones'.
Gruppens hit, "Standing in the Way of Control" blev skrevet af Ditto som respons til USA's regerings beslutning om at nægte homoseksuelle retten til ægteskab. “Nobody in the States was that surprised or shocked by what Bush did, but it made everyone I know feel helpless and cheated,” har hun sagt. “I wrote the chorus to try and encourage people not to give up. It’s a scary time for civil rights, but I really believe the only way to survive is to stick together and keep fighting.” Sangen fik også popularitet i Storbritannien i 2007, efter den var indslag i reklamen for fjernsynsprogrammet, Skins på Channel 4.
Som reporteret i den online musik publikationen Pitchfork i marts 2007, har gruppen fornylig underskrevet kontrakt med Music With a Twist, et pladeselskab under Sony Music Label Group der fokuserer på LGBT kunstnere.
Under sommeren i 2007, var Gossip en del af multi-kunstnerturnéen True Colors Tour 2007, hvor de rejste gennem 15 byer i USA og Canada. Turnéenn, der var sponsoreret af Logo kanalen (ejet af MTV Networks), begyndte den 8. juni 2007 og sluttede den 30. juni 2007. Med komikeren Margaret Cho og hovednavnet Cyndi Lauper, inkluderede turnéen også Debbie Harry, Erasure, Rufus Wainwright, The Dresden Dolls, The MisShapes, The Cliks og andre særlige gæster. Overskuddet fra turnéen gik til støtte af the Human Rights Campaign. Den 24. juni 2007, lukkede Gossip Glastonbury Festival, hvor de spillede afslutningskoncerten på John Peel scenen, hvorunder Beth gav en passende hyldest til den afdøde John Peel.

## Medlemmer
- Beth Ditto – Vokal (Siden 1999)
- Brace Paine – Guitarist, bas (Siden 1999)
- Hannah Blilie – Trommeslager (Siden 2003)

### Tidligere medlemmer
- Kathy Mendonca – Trommeslager (1999–2003)

## Diskografi

### Studiealbum
- That's Not What I Heard (23. januar 2001)
- Movement (6. maj 2003)
- Standing in the Way of Control Storbritannien #22 (24. januar 2006)
- Music for Men (22. juni 2009)
- A Joyful Noise (2012)
- Real Power (2024)

### Ep'er
- The Gossip (2000)
- Arkansas Heat (7. maj 2002)
- Real Damage (25. januar 2005)
- GSSP RMX (22. august 2006)

### Livealbum
- Undead in NYC (9. september 2003)
- Live in Liverpool (20. april 2008)

### Singler
- "Standing in the Way of Control" – (2005 Le Tigre Remix) Storbritannien #64
- "Listen Up!" – (2006) #88
- "Standing in the Way of Control" – (2006) (2007 genindført gennem downloads) Storbritannien #13
- "Standing in the Way of Control" – (2007 Genudgivet) Storbritannien #7
- "Listen-Up" – (Genudgivet 2007) Storbritannien #39
- "Jealous Girls" (2007)

### Kollaborationer
- 2006 – "silver monk time – a tribute to the monks" (29 bands laver cover af the MONKS)